# カーボン/シリコン
カーボン/シリコン（Carbon/Silicon）は、元ザ・クラッシュのミック・ジョーンズと元ジェネレーションXのトニー・ジェイムスが結成したガレージ・ロック・デュオ。2002年頃に結成された。

## 活動
以前のジョーンズのビッグ・オーディオ・ダイナマイトでの活動と同様、カーボン/シリコンは既存のロックンロールへのアプローチの破壊を狙った。評論家アラン・マッギーは「ノートパソコンとジャムるストーンズだ」と表現した。近年になり、彼等はこのようなやり方を諦めた。
バンド編成はインターネットとP2Pファイル共有により変化した。ジョーンズとジェイムスが作った最初の曲は「MPFree」と名付けられ、ここにおいて彼等は、利益より、音楽を拡げるため、インターネットとファイル共有の技術を受け入れることへの意欲を表明した。
彼等はライヴの海賊版やレコードを、彼ら自身のウェブサイトやファンサイトで自由にダウンロードできるようにした。
カーボン/シリコンは4枚のデモCD、『Sample This, Peace』『Dope Factory Boogie』『The Grand Delusion』『The Homecoming』を録音した。最初の公式リリース・アルバム『A.T.O.M』(A Twist of Modern) は2006年7月28日に彼らのウェブサイトで初公開された。初期の曲のリテイクを含む次のアルバム『Western Front』は直後の同年10月14日に続いた。3作目の『The Crackup Suite』は2007年3月にリリースされ、その後も彼らのウェブサイトで入手可能である。同月、ビッグ・オーディオ・ダイナマイトでジョーンズと一緒だったレオ・“イージーキル”・ウィリアムズがベースを弾き、元リーフのドミニク・グリーンスミスがドラムで参加することが発表された。バンドはさらに2枚のEPともう1枚のアルバム『The Last Post』を発表し、ワイト島フェスティバルとアメリカ遠征を含むツアーを行った。
2008年1月、ロンドン、ラドブローク・グローヴの小さな会場イン・オン・ザ・グリーンで、彼らの原点に戻ったかのような7週連続のコンサートを行った。最初のギグにはトッパー・ヒードンがステージに上がり、2曲を一緒に演奏した。最終ギグ『カーボン・カジノ7』ではジ・アラバマ・スリーがジョーンズ、ジェイムスとステージに上がり、アメリカのドラマ『ザ・ソプラノズ』のテーマを演奏した。公演を通し、ダーティ・カーテンズ、ロンドン北部のバンド、ジ・ユージュアル・サスペクツやサヴェージ・ノーマッズ等の多くの若手バンドがサポートに駆けつけた。

## バンド・メンバー

### 現在のメンバー
- ミック・ジョーンズ (Mick Jones) - リード・ボーカル、ギター (2002年- )
- トニー・ジェイムス (Tony James) - ギター (2002年- )

サポート・メンバー
- ドミニク・グリーンスミス (Dominic Greensmith) - ドラム、パーカッション (2007年- )
- ジェッセ・ウッド (Jesse Wood) - ベース (2010年- )

### 旧メンバー
- ウィリアム・ブレイク (William Blake) - ベース (2004年-2005年)
- ダニー・ザ・レッド (Danny The Red) - ドラム (2004年-2005年)
- レオ・“イージーキル”・ウィリアムズ (Leo "Eazykill" Williams) - ベース (2007年-2010年)

## ディスコグラフィ

### デモ・レコーディング
- Sample This, Peace (2003年)
- Dope Factory Boogie (2003年)
- The Grand Delusion (2004年)
- The Homecoming (2004年)

### フリー・デジタル・リリース
- Value What Is Necessary (2006年) ※EP
- The Global War On Culture (2006年) ※EP
- The News (2006年) ※12インチ・シングル
- Experimental! (2006年) ※EP
- Oil Well (2006年) ※EP
- A.T.O.M (2006年)
- The Magic Suitcase (2006年) ※EP
- The Gangs Of England (2006年) ※EP
- Why Do Men Fight (2006年) ※EP
- Western Front (2006年)
- The Crackup Suite (2007年)
- Maybe Thats The Meaning Of Life (2007年)
- The Carbon Bubble (2009年)

### デジタル・リリース
- A.T.O.M (2010年)
- Western Front (2010年)
- The Crackup Suite Parts 1 and 2 (2010年)
- The Carbon Bubble (2010年)
- Big Surprise (2013年)

### CDリリース
- The News (2007年) ※EP
- The Magic Suitcase (2007年) ※EP
- The Last Post (2007年) ※アルバム
- Carbon Casino (2007年) ※ライブ・アルバム
- Why Do Men Fight? (2008年) ※シングル